# Benno Martin
Benno Franz Theodor Martin, född 12 februari 1893 i Kaiserslautern, död 2 juli 1975 i München, var en tysk promoverad jurist och SS-general. Han var 1942–1945 Högre SS- och polischef i området "Main" med tjänstesäte i Nürnberg.

## Biografi
Martin inledde sina akademiska studier 1911 med att läsa skogsvetenskap men tog sig efter ett år an rättsvetenskap. Som krigsfrivillig i första världskriget tjänstgjorde han i ett bayerskt artilleriregemente. Efter kriget återupptog Martin sina studier. Han blev 1919 medlem av Freikorps Epp och året därpå fick han anställning vid den bayerska polisen. År 1923 promoverades han till juris doktor vid Erlangens universitet.
I maj 1933 blev Martin medlem i Nationalsocialistiska tyska arbetarepartiet (NSDAP). I september samma år utsågs han till ställföreträdande polischef i Nürnberg-Fürth. I april året därpå upptogs han i Schutzstaffel (SS) med tjänstegraden SS-Sturmführer. Martin utnämndes i oktober 1934 till ordinarie polischef i Nürnberg-Fürth och tre år senare till chef för Gestapo i Nürnberg.
År 1942 befordrades Martin till SS-Brigadeführer och blev senare samma år Högre SS- och polischef (Höhere SS- und Polizeiführer, HSSPF) i tjänsteområdet "Main" med säte i Nürnberg. I egenskap som SS-general närvarade Martin i Posen den 4 oktober 1943 då Reichsführer-SS Heinrich Himmler höll det första av sina två beryktade tal. I egenskap av HSSPF var Martin ansvarig för deportationen av Frankens judar till förintelseläger.

### Efter andra världskriget
Vid andra världskrigets slut greps Martin av de allierade och satt internerad i drygt tre år, innan han överlämnades till tyska myndigheter. Rättsliga förhandlingar mot Martin inleddes. Han åtalades för att ha låtit misshandla tyska fångar under sin tid som polischef i Nürnberg-Fürth samt ryska fångar i lägret i Langenzenn åren 1943–1944, men frikändes i november 1949. Vidare åtalades han för att ha ansvarat för deportationer av judar till Rigas getto, Lublin och Theresienstadt, men även denna gång frikändes han.

## Befordringshistorik
| Datum             | Tjänstegrad                                              |
| ----------------- | -------------------------------------------------------- |
| 10 april 1934     | SS-Sturmführer                                           |
| 9 september 1934  | SS-Obersturmführer                                       |
| 20 april 1935     | SS-Hauptsturmführer                                      |
| 15 september 1936 | SS-Sturmbannführer                                       |
| 12 september 1937 | SS-Standartenführer                                      |
| 9 november 1938   | SS-Oberführer                                            |
| 20 april 1941     | SS-Brigadeführer                                         |
| 30 januari 1942   | Generalmajor i polisen                                   |
| 20 april 1942     | SS-Gruppenführer och generallöjtnant i polisen           |
| 1 augusti 1944    | SS-Obergruppenführer och general i Waffen-SS och polisen |

## Utmärkelser
- Järnkorset av andra klassen
- Järnkorset av första klassen
- Såradmärket i svart
- Krigsförtjänstkorset av andra klassen med svärd
- Krigsförtjänstkorset av första klassen med svärd
- Ärekorset
- SS Hederssvärd
- SS-Ehrenring (Totenkopfring)